# Ranitidine
La ranitidine est un antihistaminique H2 qui inhibe la production d'acide gastrique. Elle est couramment utilisée pour le traitement de l'ulcère gastro-duodénal et du reflux gastro-œsophagien. La ranitidine est également utilisée conjointement avec la fexofénadine et d'autres antihistaminiques pour le traitement de dermatoses telles l'urticaire. La ranitidine est connue pour donner des faux positifs à la méthamphétamine sur les tests de dépistage de drogue.
La ranitidine a été préparée pour la première fois sous le code AH19065 par John Bradshaw dans les laboratoires de recherche de Allen & Hanburys Ltd à Ware (Hertfordshire, Grande-Bretagne), qui fait partie de l'organisation Glaxo. Sa synthèse utilise de l'isothiocyanate de méthyle.
La ranitidine a été introduite en 1981 et a été le médicament le plus vendu dans le monde en 1988. Elle a depuis été largement remplacée par les inhibiteurs de la pompe à proton encore plus efficaces, avec l'oméprazole devenu le médicament le plus vendu depuis de nombreuses années.

## Divers
La ranitidine fait partie de la liste des médicaments essentiels de l'Organisation mondiale de la santé (liste mise à jour en avril 2013).

### Alerte concernant la contamination par NDMA
Dans une déclaration le 13 septembre 2019, la Food and Drug Administration américaine a annoncé que certains médicaments à base de ranitidine, y compris certains produits connus sous le nom de médicament de marque Zantac, contenaient une impureté de type nitrosamine appelée N-nitrosodiméthylamine (NDMA) à faible concentration.
En septembre 2019, Santé Canada a procédé à un rappel de tous les médicaments contenant de la ranitidine de marque Zantac, ainsi que de ceux produits par Sandoz Canada, Apotex Inc., Pro Doc Limitée, Sanis Health Inc. et Sivem Pharmaceuticals ULC,.
La NDMA est classée comme cancérogène probable pour l'homme d'après les résultats des tests de laboratoire. Néanmoins, la FDA n'a pas appelé les individus à arrêter de prendre de la ranitidine pour le moment; toutefois, ceux qui prenaient de la ranitidine sur ordonnance et qui souhaitent en cesser l'utilisation sont invités à consulter leur professionnels de santé pour d'autres options de traitement.
Elle sera également retirée du marché français pour ces raisons en septembre 2019.